# Поздеев, Николай Иванович
Никола́й Ива́нович Позде́ев (30 октября [11 ноября] 1855, с. Березайки Калужской губернии (по другим данным с. Берёзовка Малоярославецкого района Калужской области) — 17 октября [29 октября] 1893, Ярославль) — русский архитектор и реставратор. Городской архитектор Ярославля в 1883—1892 годах. Автор дома купца Игумнова в Москве, ряда церковных и гражданских построек в Ярославле и Казани.

## Биография
Старший брат архитектора Ивана Поздеева. В 1879 году окончил Московское училище живописи, ваяния и зодчества, после чего поступил в Императорскую Академию художеств. В 1880 году получил большую серебряную медаль за проект небольшой православной церкви для заграничного города; в 1881 году — малую золотую медаль за проект здания окружного суда в столице, в 1883 — большую золотую медаль за программу «Проект великокняжеского загородного замка на юге России». Окончил Академию в 1883 году со званием классного художника архитектуры 1-й степени. 
С 1883 года служил городским архитектором Ярославля. В течение двух лет помощником Поздеева работал архитектор и архитектурный критик Борис Николаев.
Николай Поздеев неоднократно занимался реставрацией памятников церковной архитектуры, включая реставрацию, исправление фундаментов и сводов церкви Иоанна Богослова (1888—1889 годы) и переделку духовой печи в Успенском соборе в Ростове (1889 год).
Скончался 17 [29] октября 1893 года в Ярославле после тяжелой и продолжительной болезни. Изучением жизни и творчества Николая Поздеева занимается музей ярославской школы № 66.

## Проекты и постройки

### Ярославль
- Особняк И. Н. Дунаева. проспект Октября, 38 (1886)[7];
- Домовая церковь Покрова Пресвятой Богородицы и Марии Магдалины при женском Ионафановском епархиальном училище. Республиканская улица, 108 (1887)[8], не сохранилась;
- Часовня Александра Невского. улица Андропова, 8 (1889—1892)[9];
- Сретенский храм. Депутатский переулок, 4 (1891—1895);
- Собственный дом. улица Терешковой, 10 (1880-е — 1890-е; не сохранился)[1];
- Часовня на могиле убиенных иноков, Толгский монастырь (1893).

### Москва
- Дом купца Игумнова (работы завершал Иван Поздеев). Большая Якиманка, 43 (1891). Объект культурного наследия федерального значения[10].

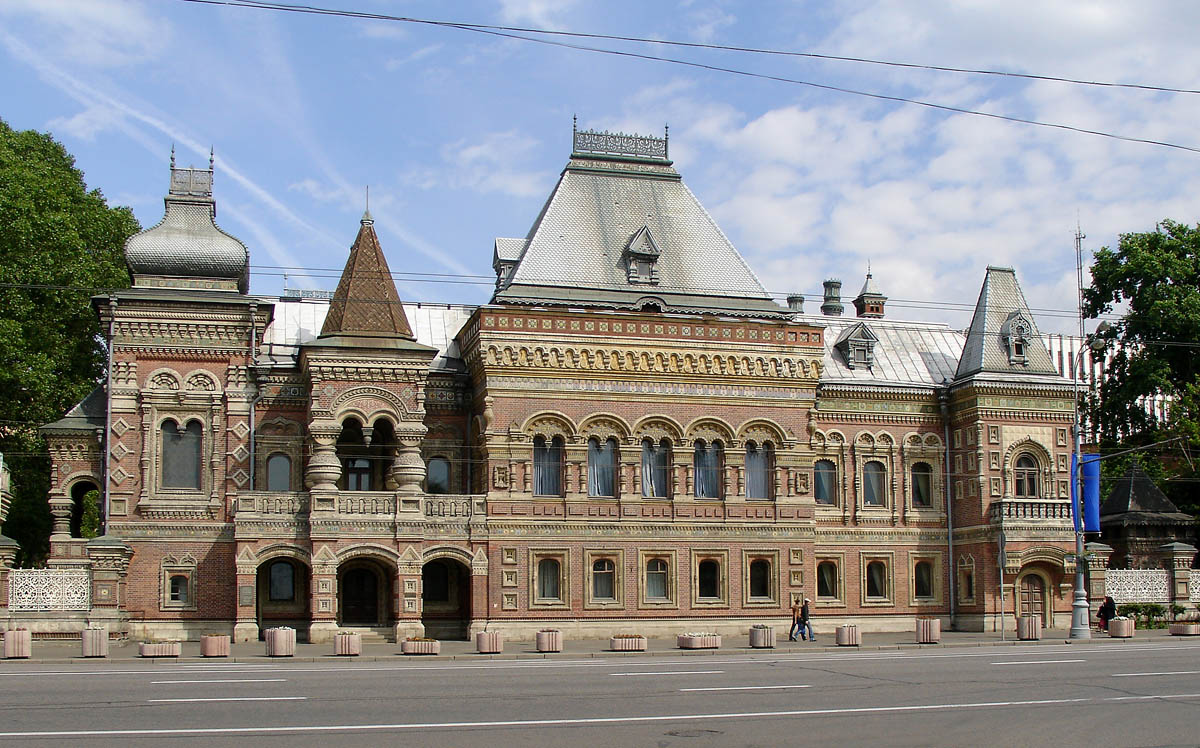
Дом Игумнова
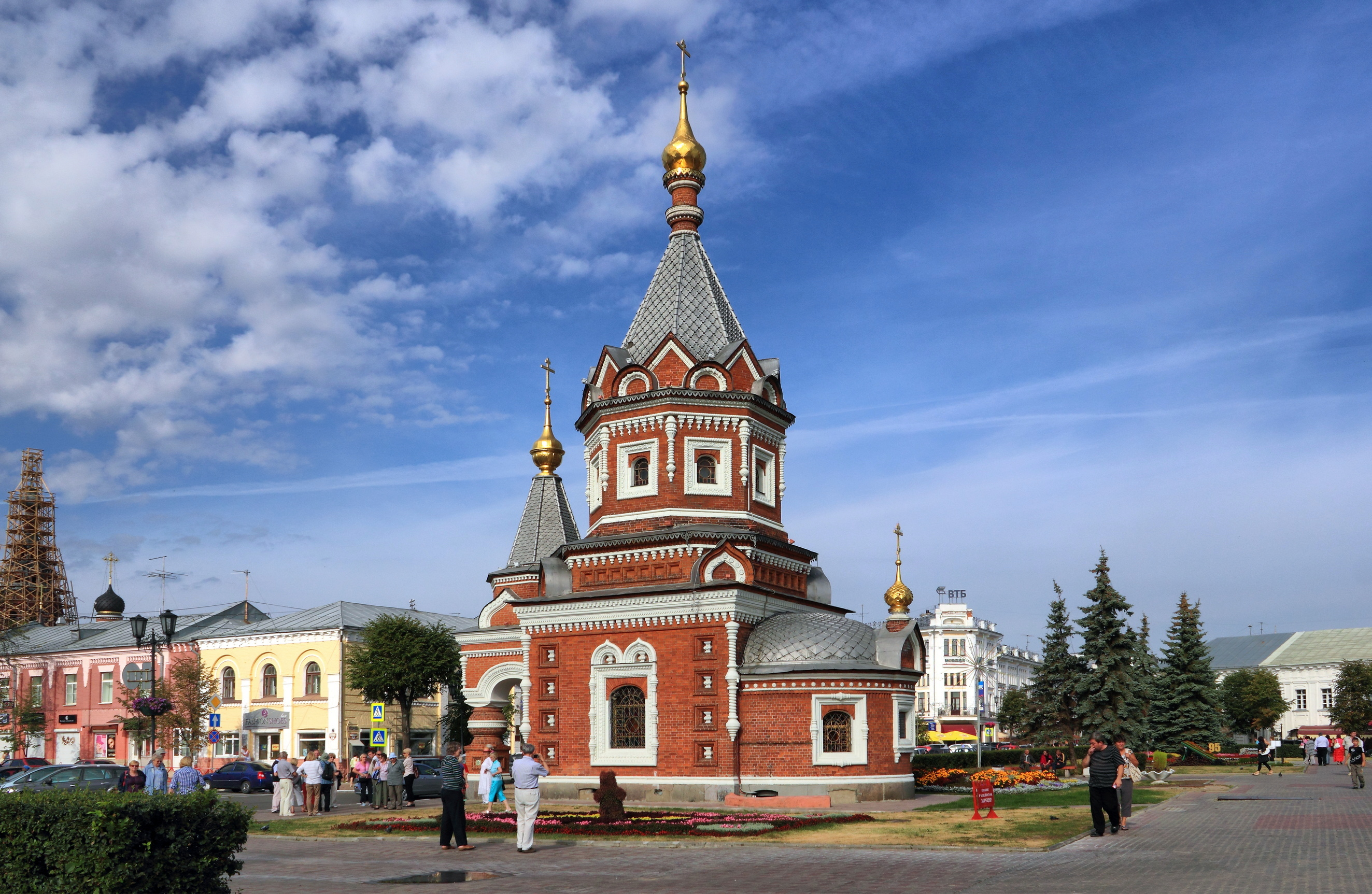
Часовня Александра Невского
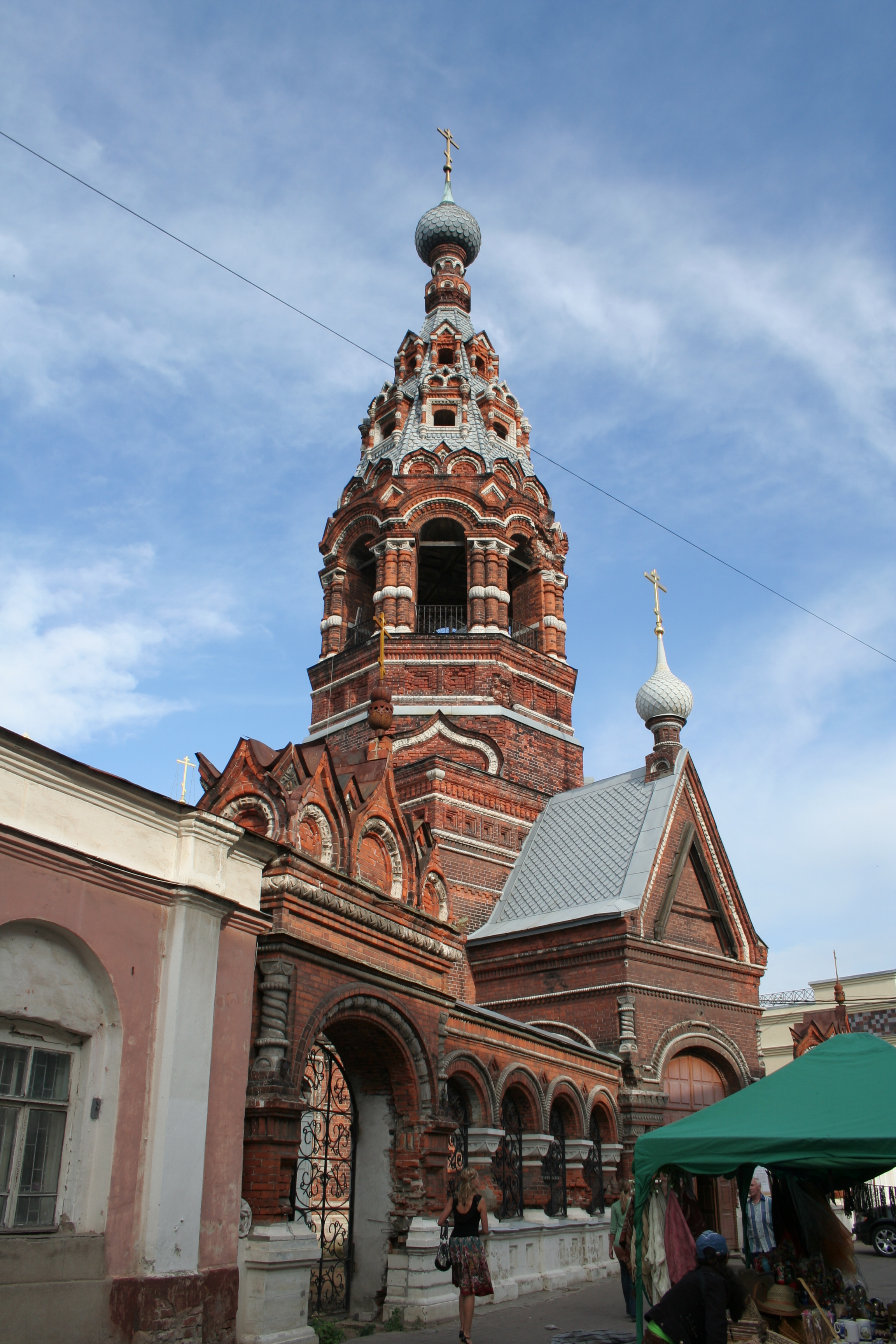
Сретенский храм